# Aleksandr Oparin (biokemist)
Aleksandr Ivanovitj Oparin (Алекса́ндр Ива́нович Опа́рин), född 1894, död 1980 i Moskva i Sovjetunionen, var en sovjetisk biokemist, främst känd för sin forskning kring livets ursprung.  

## Biografi
Oparin var från 1920 professor vid Moskvas universitet och blev 1946 chef för sovjetiska vetenskapsakademins biokemiska institut. 
Oparin studerade den biokemiska grunden för växtprocesser, och enzymreaktioner i växtceller. Han visade att många processer som används för livsmedel är baserade på biokatalys, och lade grunden till industriell biokemi i Sovjetunionen.